# Zubovići (Republika Serbska)
Zubovići (cyr. Зубовићи) – wieś w Bośni i Hercegowinie, w Republice Serbskiej, w gminie Foča. W 2013 roku liczyła 175 mieszkańców.